# 抢红
《抢红》（英語：Wine War）是一部于2017年上映的中国电影。是黎明首次执导的电影处女作，由张涵予、黎明、王耀庆、杜鹃主演，2017年5月19日于中国大陆上映。

## 剧情简介
朝不保夕的司機張水（張涵予 飾），受上司方長方（王耀庆 飾）利誘，答應親赴法國邀请義弟偉力（黎明 飾）幫忙參加天價紅酒的競拍。張水謊稱為國家執行秘密任務騙得偉力的信任，一同前往品酒大會。拍賣現場，張水意外的發現指使自己來參加拍賣會的老闆方長方也在現場，而此時的方長方好像從没認識過張水...品酒會的主持者利芳（杜鵑 飾）與各路買家逐一品酒，只有通過考驗的人才可以參與到競拍環節。
利芳同父異母的哥哥LK此時在眾人之外靜靜的看著所發生的一切，誰也想不到，拍賣會的真正目的根本不是賣酒……

## 演员
| 演员姓名 | 角色名称   | 介绍 |
| 张涵予   | 张水       |      |
| 黎明     | 韦利       |      |
| 王耀庆   | 方长方     |      |
| 杜鹃     | 利芳       |      |
| 南伏龙   | LK         |      |
| 张嘉汶   | 比基尼女郎 |      |

## 电影歌曲
| 曲别   | 歌名       | 演唱者             | 作词 | 作曲   |
| 推广曲 | 弟兄       | 魏晨               |      |        |
| 推广曲 | 大宝       | 黎明、張涵予       | LZ   | 雷頌德 |
| 推广曲 | 小山和小岛 | 上海彩虹室内合唱团 |      |        |